# Srpouhi Dussap
Srpouhi Dussap (in armeno Սրբուհի Տիւսաբ?; 1840 – 1901) è stata una scrittrice armena considerata la prima romanziera armena.
Era la sorella del famoso politico armeno ottomano Hovhannes Vahanian.

## Biografia
Dussap è nata come Srpouhi Vahanian nel quartiere Ortakoy di Costantinopoli in una prospera famiglia cattolica armena dell'alta borghesia. In quei tempi le famiglie agiate imitavano regolarmente gli usi e i costumi dell'Europa occidentale, principalmente la società francese. La giovane Dussap, istruita nelle istituzioni dell'Europa occidentale, inizialmente mostrava poco interesse per la lingua armena. Tuttavia, dopo aver avuto come docente il celebre poeta armeno Mkrtich Beshiktashlian, Dussap iniziò a mostrare un profondo affetto per la lingua e per la sua eredità culturale. I suoi primi tentativi di scrittura creativa furono scritti in armeno classico.

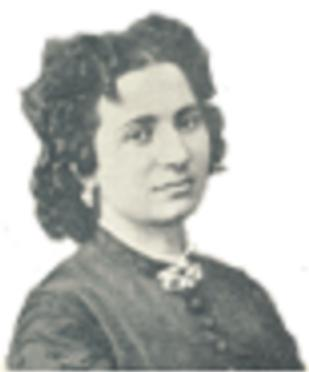

Dussap era sposata con un musicista francese, Paul Dussap, con cui gestiva un salotto in stile europeo dove si riunivano gli intellettuali, i liberali, gli scrittori e gli attivisti più importanti della città per discutere di questioni sociali e politiche, letteratura e poesia. Era attiva in organizzazioni filantropiche e di beneficenza che promuovevano il sostegno e l'istruzione delle donne. Le opere di Dussap riflettono le tendenze europee del diciannovesimo secolo, scriveva principalmente in stile romantico.
Dussap aveva due figli, Dorine ed Edgar. Dorine morì nel 1891, dopodiché Dussap smise di scrivere per la pubblicazione. Dussap morì nel 1901.

## Opere scritte
Dussap è la prima scrittrice armena che ha pubblicato opere che al giorno d'oggi si chiamerebbero femministe. Il primo di questi era una serie di saggi sullo stato dell'istruzione e dell'occupazione delle donne. Nel 1883 pubblicò il primo romanzo di una donna armena, Mayda, che trattava il tema della disuguaglianza delle donne. La preoccupazione di Dussap per la subordinazione femminile, l'istruzione inferiore e la mancanza di indipendenza finanziaria fu sviluppata nei romanzi successivi Siranush (1884) e Araksia, o l’Istitutrice, (1887).
Era molto preoccupata per la situazione delle contadine nell'Impero Ottomano, criticava le tradizionali strutture patriarcali dietro la loro ignoranza e l'oppressione maschile che portava ai matrimoni forzati nelle campagne. Ha inoltre osservato che anche nella Costantinopoli più colta e cosmopolita, le donne "erano ancora private della loro libertà e dominate dagli uomini". Dussap era certa che la società non sarebbe stata in grado di avanzare e progredire senza l'emancipazione delle donne. Per queste idee liberali, ha affrontato il risentimento di alcuni eminenti intellettuali armeni, come Krikor Zohrab, ma è stata stimata dai progressisti.

## Eredità
Dussap è considerata oggi come una pioniera nell'affrontare la disuguaglianza femminile e la necessità di un'istruzione femminile. È stata fonte di ispirazione per altre scrittrici e giornaliste armene come Zabel Yesayan, che ricorda di averla letta in gioventù: "Leggevamo insieme i libri di Madame Dussap e nel lavoro di quell'autrice femminista abbiamo cercato di trovare soluzioni al problemi che abbiamo affrontato. " Successivamente, lei e le sue amiche hanno visitato Dussap: "Ha subito iniziato a fare domande e ci ha parlato con calore e incoraggiamento. . . Sentendo che speravo di diventare una scrittrice, Madame Dussap ha cercato di mettermi in guardia. Ha detto che, per le donne, il mondo della letteratura era pieno di molte più spine che allori. Mi ha detto che ai nostri giorni, una donna che voleva ritagliarsi un posto nella società non era ancora tollerata. Per superare tutti questi ostacoli, dovevo superare la mediocrità. . . Ci ha fatto una profonda impressione. . . Entrambi eravamo d'accordo sul fatto che per superare la mediocrità, dovevamo andare in Europa per continuare la nostra educazione. "

La prima traduzione inglese del suo romanzo Mayda, da Nareg Seferian, è stata pubblicata nel 2020.